# Kotelnica (Dzwonkówka)
Kotelnica (847 m) – szczyt w Beskidzie Sądeckim. Znajduje się na południowo-wschodnim grzbiecie Przysłopu w Paśmie Radziejowej. Grzbiet ten, niżej zakręcający na południe, poprzez Kotelnicę, Bereśnik (843 m), Górę Popa (843 m), Guckę (763 m) i Bryjarkę (677 m) opada do doliny Grajcarka w Szczawnicy. Wschodnie stoki Kotelnicy opadają do doliny potoku Sopotnickiiego, zachodnie do doliny Czarnego Potoku
Kotelnica to mało wybitny i całkowicie porośnięty lasem szczyt. Dawniej jednak jego stoki były bardziej bezleśne, znajdowały się na nich wykorzystywane rolniczo polany. Jeszcze obecnie na stokach opadających do doliny Czarnego Potoku zachowały się dwie polany o nazwie Kotelnica i Syszczonka, a u wschodnich podnóży nad potokiem Sopotnickim polana Haligonowa. Nie są już wykorzystywane rolniczo i zarastają lasem, podobnie, jak wiele innych opuszczonych polan w Beskidzie Sądeckim.
Nazwa kotelnica spotykana jest w wielu miejscach w Karpatach. Pochodzi od gwarowego słowa kotelnica, które ma dwa znaczenia: 1) kotlina lub inna depresja w terenie; 2) miejsce kocenia się (i zimowania) owiec.

## Szlak turystyczny
Przez szczyt Kotelnicy i jej grzbietem prowadzi znakowany szlak turystyczny.
 Szczawnica – Bryjarka – bacówka PTTK pod Bereśnikiem – Cieluszki – Kotelnica – Dzwonkówka. 2:40 h, 1:50 h